# 岩手県立中央病院
岩手県立中央病院（いわてけんりつちゅうおうびょういん）は、岩手県盛岡市に所在する都道府県立病院。盛岡二次保健医療圏の災害拠点病院、地域がん診療連携拠点病院等に指定されている。盛岡二次保健医療圏内の救急車の約半数を受入れ、また、圏域外からの救急患者の受入れにも対応。年間約21,000人（うち救急車搬送約7,000人）の救急患者を受け入れている。

## 沿革
- 1933年（昭和8年）5月 - 明治23年開業の私立病院の経営委譲を受け、有限責任購買販売利用組合盛岡病院として発足。
- 1936年（昭和11年）10月 - 岩手県医薬購買販売利用組合連合会盛岡病院に改称。
- 1941年（昭和16年）12月 - 保証責任岩手県信用購買販売利用組合連合会盛岡病院に改称。
- 1943年（昭和18年）11月 - 岩手県農業会盛岡病院として岩手県農業会に移管改称。
- 1948年（昭和23年）11月 - 岩手県厚生農業協同組合連合会盛岡病院に改称。
- 1950年（昭和25年）11月 - 岩手県立盛岡病院として県に移管し改称。
- 1954年（昭和29年）4月 - 地方公営企業法一部適用。
- 1960年（昭和35年）4月 - 建物の改築とともに岩手県立中央病院に改称。併せて、地方公営企業法全部適用。

## 診療科
（下表の出典）
| 内科           | 小児科     | 精神科       | 外科                 |
| 整形外科       | 形成外科   | 脳神経外科   | 呼吸器外科           |
| 心臓血管外科   | 小児外科   | 産婦人科     | 眼科                 |
| 耳鼻いんこう科 | 皮膚科     | 泌尿器科     | リハビリテーション科 |
| 放射線科       | 麻酔科     | 歯科口腔外科 | 呼吸器内科           |
| 循環器内科     | 消化器内科 | 糖尿病内科   | 内分泌内科           |
| 血液内科       | 消化器外科 | 病理診断科   |                      |

## 医療機関の指定・認定
（下表の出典）
| 保険医療機関                     | 労災保険指定病院                       |
| 更生医療指定医療機関             | 育成医療指定医療機関                   |
| 精神通院医療指定医療機関         | 精神保健指定医の配置されている医療機関 |
| 生活保護法指定医療機関           | 指定養育医療機関                       |
| 戦傷病者特別援護法指定医療機関   | 原子爆弾被害者医療指定医療機関         |
| 地域医療支援病院                 | 災害拠点病院 （地域）                  |
| へき地医療拠点病院               | 臨床研修指定病院（基幹型・協力型）     |
| がん診療連携拠点病院（国指定）   | エイズ治療拠点病院                     |
| 特定疾患治療研究事業委託医療機関 | DPC対象病院                            |
| 指定小児慢性特定疾病医療機関     | 地域周産期母子医療センター             |

- 救急告示病院[2]
- 臨床修練指定病院[5]
- 肝疾患診療専門医療機関[7]
- NPO法人卒後臨床研修評価機構認定病院[5]
- 公益財団法人日本医療機能評価機構認定病院[8]
- このほか、各種法令による指定・認定病院であるとともに、各学会の認定施設でもある。

## アクセス
- JR東北新幹線、東北本線、IGRいわて銀河鉄道・いわて銀河鉄道線「盛岡駅」から路線バスを利用。
  - 岩手県交通バス　
    - 東口11番乗り場より｢307　駅上田線」、あるいは、｢311　駅桜台団地線」に乗車し、｢一高前｣バス停下車、徒歩で約5分。
    - 東口12番乗り場より｢県立中央病院循環線｣に乗車し、｢県立中央病院前｣バス停下車。バス停位置は、盛岡駅方面の位置と異なる。

  - 岩手県北バス・西口25番乗り場
    - ｢E01　厨川駅」行き、あるいは、｢E03　厨川駅西口」行きに乗車。
      - いずれも、｢一高前｣バス停下車、徒歩で約5分。
      - ただし、いずれの場合も盛岡駅方面に向かう場合は、｢県立中央病院前｣バス停から乗車する。
- JR山田線「上盛岡駅」から徒歩で7分。[9]